# Пеннвілл (Пенсільванія)
Пеннвілл (англ. Pennville) — переписна місцевість (CDP) в США, в окрузі Йорк штату Пенсільванія. Населення — 2430 осіб (2020).

## Географія
Пеннвілл розташований за координатами 39°47′17″ пн. ш. 76°59′26″ зх. д. / 39.78806° пн. ш. 76.99056° зх. д. (39.788004, -76.990552).  За даними Бюро перепису населення США в 2010 році переписна місцевість мала площу 1,89 км², уся площа — суходіл.

## Демографія
Згідно з переписом 2010 року, у переписній місцевості мешкало 1947 осіб у 795 домогосподарствах у складі 499 родин. Густота населення становила 1029 осіб/км².  Було 835 помешкань (441/км²).
Расовий склад населення:
| - 96,0 % — білих - 1,4 % — чорних або афроамериканців - 0,5 % — азіатів - 0,2 % — корінних американців |

До двох чи більше рас належало 1,4 %. Частка іспаномовних становила 2,0 % від усіх жителів.
За віковим діапазоном населення розподілялося таким чином: 19,2 % — особи молодші 18 років, 53,6 % — особи у віці 18—64 років, 27,2 % — особи у віці 65 років та старші. Медіана віку мешканця становила 43,6 року. На 100 осіб жіночої статі у переписній місцевості припадало 78,8 чоловіків;  на 100 жінок у віці від 18 років та старших — 76,5 чоловіків також старших 18 років.
Середній дохід на одне домашнє господарство  становив 58 198 доларів США (медіана — 54 007), а середній дохід на одну сім'ю — 70 702 долари (медіана — 65 815). Медіана доходів становила 43 875 доларів для чоловіків та 46 964 долари для жінок. За межею бідності перебувало 1,6 % осіб, у тому числі 0,0 % дітей у віці до 18 років та 6,8 % осіб у віці 65 років та старших.
Цивільне працевлаштоване населення становило 909 осіб. Основні галузі зайнятості: освіта, охорона здоров'я та соціальна допомога — 25,0 %, виробництво — 18,9 %, роздрібна торгівля — 12,7 %, публічна адміністрація — 9,7 %.